# カストリーズ
カストリーズ（Castries, [ˈkæstriːz] ( 音声ファイル)）は、西インド諸島にあるセントルシアの首都である。2006年の人口は12,904人。
イギリスとフランスの間で所有権が7回も移り変わったため、第二言語はフランス語であり、ほとんどの地区でフランス語が通じる。
2007年にクリケットのワールドカップが開かれた。また、ジャズフェスティバルが毎年5月に開かれるため、世界中のジャズファンが集まる。
1992年にノーベル文学賞を受賞した詩人・劇作家デレック・ウォルコットの出身地である。東カリブ諸国機構の事務局（事実上の本部）所在地でもある。

## 歴史
この都市は1650年にフランスによって建設され、当時はカルナジュ（安全な停泊地の意）と呼ばれた。カストリーズと改称されたのは1756年のことで、フランスのシャルル・ウジェーヌ・ガブリエル・ド・ラ・クロワ・ド・カストリー元帥にちなんだ。1651年に建設された当時の開拓地は現在のフェリーターミナルから見て港の向かい側にあるビジーという場所にあったが、1780年にハリケーンで甚大な被害を受け見捨てられた。1803年から1844年にかけてはイギリスが立派な軍港や市街を建設し、港を見下ろすモーン・フォーチューンには砦を築いた。1844年には4,000人が暮らすようになった。イギリス海軍にとってこの地はカリブ海で唯一親切にしてくれる港だったため、19世紀末になると艦船に燃料の石炭を供給する重要な地になった。
第二次世界大戦中、カストリーズにはドイツ軍のUボートが到着し連合国軍の艦船を二隻沈ませた。
カストリーズには1796年と1813年、そして1948年6月19日に大火災が起き、とりわけ1948年の火災は最も深刻な被害をもたらした。火災が起きるたび市街は復興した。

## 気候
| カストリーズの気候     | カストリーズの気候 | カストリーズの気候 | カストリーズの気候 | カストリーズの気候 | カストリーズの気候 | カストリーズの気候 | カストリーズの気候 | カストリーズの気候 | カストリーズの気候 | カストリーズの気候 | カストリーズの気候 | カストリーズの気候 | カストリーズの気候 |
| 月                     | 1月                | 2月                | 3月                | 4月                | 5月                | 6月                | 7月                | 8月                | 9月                | 10月               | 11月               | 12月               | 年                 |
| ---------------------- | ------------------ | ------------------ | ------------------ | ------------------ | ------------------ | ------------------ | ------------------ | ------------------ | ------------------ | ------------------ | ------------------ | ------------------ | ------------------ |
| 最高気温記録 °C （°F） | 30 (86)            | 30 (86)            | 35 (95)            | 32 (90)            | 32 (90)            | 35 (95)            | 32 (90)            | 32 (90)            | 35 (95)            | 32 (90)            | 32 (90)            | 31 (88)            | 35 (95)            |
| 平均最高気温 °C （°F） | 27 (81)            | 27 (81)            | 28 (82)            | 28 (82)            | 30 (86)            | 29 (84)            | 29 (84)            | 30 (86)            | 30 (86)            | 30 (86)            | 28 (82)            | 28 (82)            | 28 (82)            |
| 日平均気温 °C （°F）   | 26 (79)            | 26 (79)            | 26 (79)            | 27 (81)            | 28 (82)            | 28 (82)            | 28 (82)            | 28 (82)            | 28 (82)            | 28 (82)            | 27 (81)            | 26 (79)            | 27 (81)            |
| 平均最低気温 °C （°F） | 24 (75)            | 24 (75)            | 25 (77)            | 25 (77)            | 26 (79)            | 27 (81)            | 26 (79)            | 26 (79)            | 26 (79)            | 26 (79)            | 26 (79)            | 25 (77)            | 25 (77)            |
| 最低気温記録 °C （°F） | 18 (64)            | 18 (64)            | 20 (68)            | 21 (70)            | 22 (72)            | 21 (70)            | 22 (72)            | 22 (72)            | 22 (72)            | 22 (72)            | 22 (72)            | 20 (68)            | 18 (64)            |
| 平均降水日数           | 18                 | 14                 | 14                 | 14                 | 16                 | 16                 | 18                 | 20                 | 17                 | 15                 | 18                 | 17                 | 197                |
| % 湿度                 | 73                 | 72                 | 70                 | 71                 | 72                 | 74                 | 75                 | 75                 | 76                 | 77                 | 79                 | 75                 | 74                 |
| 平均日照時間           | 8                  | 9                  | 10                 | 9                  | 9                  | 9                  | 8                  | 8                  | 9                  | 8                  | 8                  | 8                  | 8.6                |
| 出典：Weatherbase      |                    |                    |                    |                    |                    |                    |                    |                    |                    |                    |                    |                    |                    |

## 交通
カストリーズにはビジー空港とも親しみを込めて呼ばれるジョージ・F・L・チャールズ空港があるが、長距離路線を利用する場合はビューフォートのヘウノラ国際空港まで行かなくてはならない。とはいえ、カストリーズからビューフォートまでは車で30分から1時間ほどの距離でそれほど大変ではない。ヘリコプターもこの二つの空港を結んでいて、時間のない人はそれを利用する。フェリーではマルティニークのフォール＝ド＝フランスへの便が就航している。
路線バスはカストリーズから島内の至る所を結んでいる。この路線バスはナンバープレートが緑色で番号がMから始まっているのですぐ判別でき、バスステーションもある。